# En tierras salvajes
En tierras salvajes es una telenovela mexicana producida por Salvador Mejía Alejandre para Televisa y transmitida por Las Estrellas en 2017. Es una historia original de Ramón Campos y Gema R. Neira —creadores de Velvet—, y adaptada por Liliana Abud, Katia Rodríguez y Victoria Orvañanos. Es dirigida por Fernando Nesme y José Dossetti. Se estrenó por Las Estrellas el 31 de julio de 2017 en sustitución de Enamorándome de Ramón, y finalizó el 5 de noviembre del mismo año siendo reemplazado por Me declaro culpable.
Está protagonizada por Claudia Álvarez, Cristián de la Fuente, Diego Olivera y Horacio Pancheri, junto con Lisardo, Ximena Córdoba y Salvador Pineda en los roles antagónicos. También contando con la actuaciones estelares de Daniela Romo, Nerea Camacho, Emmanuel Palomares, Ninel Conde y el primer actor César Évora.

## Trama
Desde el primer instante, Isabel (Claudia Álvarez) y Aníbal (Diego Olivera) unieron sus vidas, pero, quizás no para siempre. Ella, una organizadora de banquetes, carismática y solidaria mujer. Él, un importante y exitoso empresario. Aníbal engaña a su mujer con Olga (Ximena Córdoba), una exuberante mujer que se obsesiona con él y comienza a odiar a Isabel, pues la culpa de haber intervenido entre los dos. Debido a sus problemas respiratorios, Isabel se traslada al pueblo de San Juan del Valle, donde viven los padres y hermanos de su marido y, así cambiando la vida de toda la familia.
Daniel (Cristián de la Fuente), el hermano menor de Aníbal, no puede ocultar la fuerte atracción que siente por Isabel al verla por primera vez, pero no solo él, sino Sergio (Horacio Pancheri), el menor de los Otero, neumólogo, administrador y accionista de la clínica del pueblo, quien está a un paso de casarse con Teresa Castillo (Jackie Sauza), pero que está cansado de su frecuente acoso. Doña Amparo (Daniela Romo), la matriarca de la familia Otero, una mujer celosa y manipuladora, desde la llegada de Isabel no la quiere cerca de su hijo Aníbal, pues empieza a sospechar del deseo que despierta en sus tres hijos. Amparo es una mujer que sabe cubrir muy bien las apariencias ante la sociedad, pero sin dejar de meterse en la vida de los demás, es por eso que acepta a Teresa como novia de Sergio, pues nunca ha dado de qué hablar. Don Arturo (César Évora), padre de los Otero, carga un pasado lleno de secretos, los cuales Amparo siempre le reprocha. Don Arturo es un padre amoroso y ecuánime, que trata de unir a su familia, siendo el leal apoyo de su nuera Isabel.
Daniel, administrador del aserradero y el negocio familiar, tiene una rivalidad con Carlos Molina (Lisardo), el hijo del anterior dueño del aserradero. Carlos es el enemigo mortal de los Otero, tiene sometido a todo el pueblo, quiere ver hundido a cada miembro de la familia, y al conocer a Isabel queda impresionado por su belleza. Carlos sabrá cuál será su próximo golpe contra los Otero sabiendo que Daniel está enamorado de la esposa de su hermano.
Carolina (Ninel Conde), amante de Daniel y madre soltera cuyo hijo es de Carlos, está enamorada de Daniel, sospechando que él está enamorado de Isabel; sin segundas intenciones, Carolina se hace amiga de ella. Aunque, sin saberlo, de alguna u otra manera Carolina está relacionada con los Otero, por el secreto que esconden don Arturo y doña Amparo.
Por otra parte, Alejandra Rivelles (Nerea Camacho), la prima pequeña de los hermanos Otero, regresa al pueblo después de haber estado en un internado, pues su tía Amparo la alejó durante años tras la muerte de sus padres, y ahora en su regreso encuentra el amor en un trabajador de la hacienda: Uriel Santana (Emmanuel Palomares), pero ante todo, Amparo la quiere lejos de él, pero cerca del hijo del presidente municipal: Iker Morales (Jonnathan Kuri), un hombre inmaduro, júnior narcisista, interesado sólo en divertirse y en obtener la jugosa herencia de Alejandra, para así enriquecerse y mantener la posición política de su padre.
Por su propio bienestar y el de la familia, Sergio y Daniel deben de evitar lo que sienten por Isabel, pero en el corazón no se manda. Isabel pondrá en duda el "amor" que siente por Aníbal, debatiéndose entre el amor de los tres hermanos; entre elegir el amor seguro y confiable de Daniel, el amor inocente y protector de Sergio, o el "amor" hipócrita y caprichoso de Aníbal. Aunque sabe perfectamente que su corazón pertenece a Daniel, no será fácil admitir sus sentimientos. Aquí las leyes humanas no son las que mandan «En tierras salvajes».

## Reparto
Un listado del reparto, así como sus respectivos personajes, fue publicado en la página "Más telenovelas", el 27 de julio de 2017.

### Principales
- Claudia Álvarez como Isabel Montalbán de Otero
- Diego Olivera como Aníbal Otero Rivelles
- Cristián de la Fuente como Daniel Otero Rivelles
- Horacio Pancheri como Sergio Otero Rivelles
- Ninel Conde como Carolina Tinoco Cruz
- César Évora como Arturo Otero
- Daniela Romo como Amparo Rivelles de Otero
- Lisardo como Carlos Molina
- Nerea Camacho como Alejandra Rivelles Zavala
- Emmanuel Palomares como Uriel Santana

### Recurrentes e invitados especiales
- Martha Julia como Alba Castillo Ortega de Escamilla
- Salvador Pineda como Amador Morales
- Fabián Robles como Víctor Tinoco Cruz
- Jackie Sauza como Teresa Castillo
- Miguel Ángel Biaggio como Fidel Molina
- Maricruz Nájera como Rosa
- Claudia Echeverry como Carmen
- Elías Meza como Adrián Tinoco Cruz / Adrián Molina Tinoco
- Ximena Córdoba como Olga Guerrero / Irene Ávila
- Jonnathan Kuri como Iker Morales
- Jessica Decote como Elisa Molina
- David Palacio como el Padre Blas
- Lucas Bernabé como Andrés Santana
- Daniela Álvarez como Regina Negrete
- Luis Xavier como Rodolfo Escamilla
- Marco Zetina como Gerardo
- Silvia Manríquez como María Ortega
- Santiago González como Claudio Ibargüengoitia
- Marco León como Renato Lascuráin
- Antonio Monroy como Sabino
- Liz Gallardo como Silvia Torres
- Ricardo Vera como Juez
- Yuvanna Montalvo como Itzel
- Ernesto Gómez Cruz como el Abuelo de Itzel

## Episodios
| N.º | Título                                                                                | Fecha de emisión original | Audiencia (millones) |
| --- | ------------------------------------------------------------------------------------- | ------------------------- | -------------------- |
| 1 | «Isabel conoce a la familia Otero»                                                    | 31 de julio de 2017       | 2.1                  |
| Daniel se enfrenta a un problema que podría arruinar el negocio familiar. Los recién casados Aníbal e Isabel se ven obligados a cambiar de lugar de residencia. |                                                                                       |                           |                      |
| 2 | «Isabel es una gran tentación para Daniel»                                            | 1 de agosto de 2017       | 2.0                  |
| Mientras está en la ciudad, Aníbal engaña a Isabel con otra mujer. Daniel no puede negar que la presencia de Isabel lo inquieta. |                                                                                       |                           |                      |
| 3 | «Daniel rescata a Isabel»                                                             | 2 de agosto de 2017       | 2.2                  |
| Para Aníbal su esposa es un objeto y su amante un talismán. Isabel corre peligro al buscar a Daniel en el aserradero. Iker coloca una sustancia en la bebida de Alejandra; Tiene la intención de abusar de ella. |                                                                                       |                           |                      |
| 4 | «Amparo sorprende a Alejandra con Uriel»                                              | 3 de agosto de 2017       | 2.2                  |
| Alejandra cree que Uriel fue despedido, sale a buscarlo y cuando lo encuentra no pueden evitar besarse por primera vez. Alejandra acepta ir a pescar con él, pero Amparo los descubre. |                                                                                       |                           |                      |
| 5 | «Daniel es acusado de robo»                                                           | 4 de agosto de 2017       | 2.2                  |
| Sergio comienza a enamorarse de Isabel. Impulsivamente, Daniel cae en la trampa de Carlos, es sorprendido por la policía, arrestado y acusado injustamente de robo. |                                                                                       |                           |                      |
| 6 | «Isabel se desmaya en un incendio»                                                    | 7 de agosto de 2017       | 2.2                  |
| Isabel negocia con Carlos Molina y consigue la libertad de Daniel. En San Juan, Olga busca a Aníbal y lo seduce una vez más. Isabel sufre las consecuencias de ayudar en el fuego. |                                                                                       |                           |                      |
| 7 | «Aníbal enfurece con Arturo y Daniel»                                                 | 8 de agosto de 2017       | 1.9                  |
| Daniel consigue un contrato para el aserradero y Arturo decide darle la oportunidad de continuar al frente. Aníbal se entera, por lo que estalla contra su padre y Daniel por hacerlo a un lado. |                                                                                       |                           |                      |
| 8 | «Sergio no está seguro de casarse con Teresa»                                         | 9 de agosto de 2017       | 2.3                  |
| Isabel habla con Sergio, él confiesa no estar seguro de casarse con Teresa. Ella le aconseja, pero Amparo escucha y se lanza sobre Isabel porque es una mala influencia para sus hijos. |                                                                                       |                           |                      |
| 9 | «Amparo finge ponerse mal de salud»                                                   | 10 de agosto de 2017      | 2.0                  |
| Amparo provoca una taquicardia para llamar la atención y manipular a su familia. Carolina descubre que Víctor le informa a Carlos de los movimientos de Daniel en el aserradero. |                                                                                       |                           |                      |
| 10 | «Olga conoce a Isabel, la esposa de su amante»                                        | 11 de agosto de 2017      | 2.2                  |
| Olga busca a Aníbal, pero Isabel llega a su casa sin saber que es la amante de su marido. Los descubre juntos y se pone nervioso, porque Olga podría terminar con su matrimonio. |                                                                                       |                           |                      |
| 11 | «Arturo es víctima de los chantajes de Amparo»                                        | 14 de agosto de 2017      | 2.5                  |
| Daniel supone que Isabel siente algo por él y la busca para preguntarle, pero son interrumpidos. Amparo chantajea a Arturo para que autorice la ampliación de la clínica. |                                                                                       |                           |                      |
| 12 | «La infidelidad de Aníbal podría descubrirse»                                         | 15 de agosto de 2017      | 1.5                  |
| Sergio sabe que Aníbal le es infiel a su esposa y lo amenaza con confesarle a Isabel la verdad. Elisa le confiesa a Andrés que es el espía de los Molina. |                                                                                       |                           |                      |
| 13 | «Aníbal quiere salvar su matrimonio»                                                  | 16 de agosto de 2017      | 2.3                  |
| Las sospechas de Sergio provocan la decisión de Aníbal de salvar su matrimonio. Aníbal sabotea el plan de Daniel para levantar la huelga del aserradero. |                                                                                       |                           |                      |
| 14 | «Daniel acepta que está enamorado»                                                    | 17 de agosto de 2017      | 2.2                  |
| Daniel admite estar enamorado de Isabel, la esposa de su hermano. Daniel muestra al culpable que revele información a la Molina. Carlos se venga con Elisa por revelar al informante. |                                                                                       |                           |                      |
| 15 | «Daniel enfrenta a Carlos Molina»                                                     | 18 de agosto de 2017      | 1.8                  |
| Elisa es llevada al hospital por la golpiza de su hermano Carlos, Daniel se siente obligado a protegerla y amenaza a Carlos Molina. |                                                                                       |                           |                      |
| 16 | «Carlos ataca a Isabel»                                                               | 21 de agosto de 2017      | 2.4                  |
| Cansado de los abusos y las injusticias, Daniel y todo el pueblo elaboran un plan para acabar con la Molina. Las decisiones de Isabel traen consecuencias y Carlos, enfurecido, intenta golpearla. |                                                                                       |                           |                      |
| 17 | «Isabel descubre los planes de Carlos»                                                | 22 de agosto de 2017      | 2.3                  |
| Para Isabel y Daniel estar juntos es cada vez más difícil. Olga chantajea a Aníbal para que se quede con ella. Isabel descubre los planos en la casa de los Molina y decide hablar con Daniel. |                                                                                       |                           |                      |
| 18 | «La traición de Aníbal es descubierta»                                                | 23 de agosto de 2017      | 2.0                  |
| Aníbal se entera de que Olga le mintió sobre el robo. Isabel llega al departamento de Aníbal y encuentra a Olga, esto evidencia la traición de su esposo. |                                                                                       |                           |                      |
| 19 | «Los Molina están libres de sospecha»                                                 | 24 de agosto de 2017      | 1.9                  |
| Amador no tiene suficientes pruebas contra los Molina, por lo que los deja libres. Isabel y Daniel finalmente se besan, pero ella le exige que no lo vuelva a hacer porque es un error. |                                                                                       |                           |                      |
| 20 | «Amparo vigila a Isabel»                                                              | 25 de agosto de 2017      | 1.9                  |
| Genaro sigue las órdenes de Doña Amparo y le informa de la visita de Isabel al aserradero para encontrarse con Daniel; Amparo comienza a sospechar que hay algo más entre ellos. |                                                                                       |                           |                      |
| 21 | «Aníbal le ruega a Isabel que lo perdone»                                             | 28 de agosto de 2017      | 2.4                  |
| Aníbal le pide perdón a Isabel y trata de justificar lo que le dijo Olga, le promete que no volverá a pasar. Amparo abofetea a Daniel y exige una explicación sobre sus encuentros nocturnos con Isabel. |                                                                                       |                           |                      |
| 22 | «Carolina descubre un gran secreto»                                                   | 29 de agosto de 2017      | 2.1                  |
| Daniel llega con Carolina a la fiesta, Amparo no aguanta y confiesa que esta mujer es hija del amante de su marido. Amparo le advierte a Isabel que si hay algo entre ella y Daniel, ella sabrá de lo que es capaz. |                                                                                       |                           |                      |
| 23 | «Iker consigue separar a Uriel de Alejandra»                                          | 30 de agosto de 2017      | 1.9                  |
| Amador sabe que Alejandra recibirá una herencia y obliga a Iker a casarse con ella, por lo que le mandan una paliza a Uriel para entender. En el hospital Isabel recibe una visita inesperada. |                                                                                       |                           |                      |
| 24 | «Carlos intenta deshacerse de Daniel»                                                 | 31 de agosto de 2017      | 2.0                  |
| Carlos encuentra la oportunidad de deshacerse de Daniel, le pide a Víctor que provoque un accidente en el aserradero. Olga, con mentiras, está ingresada en la clínica, pero está todo, para acercarse a Aníbal. |                                                                                       |                           |                      |
| 25 | «Sergio sufre un accidente»                                                           | 1 de septiembre de 2017   | 1.9                  |
| Por el desprecio de Isabel, Sergio bebe demasiado y tiene un grave accidente en la carretera que lo deja al borde de la muerte. |                                                                                       |                           |                      |
| 26 | «Arturo conoce los sentimientos de Sergio»                                            | 4 de septiembre de 2017   | 1.9                  |
| Arturo se entera de los verdaderos sentimientos de Sergio y le pide a Isabel que aclare la situación. Carlos intenta convencer a los empleados del aserradero para que trabajen para él. |                                                                                       |                           |                      |
| 27 | «Aníbal cree que Isabel lo engaña con Sergio»                                         | 5 de septiembre de 2017   | 1.9                  |
| Olga aprovecha lo que escuchó cuando Sergio delira y le envía un mensaje a Aníbal haciéndole creer que Isabel tiene una relación con su hermano. Carlos planea obtener la custodia de su hijo. |                                                                                       |                           |                      |
| 28 | «La policía detiene a Víctor»                                                         | 6 de septiembre de 2017   | 2.4                  |
| Andrés descubre quién provocó el accidente en el aserradero. Cuando Víctor está en la casa de Carolina para despedirse de su sobrino, llega la policía para detenerlo. |                                                                                       |                           |                      |
| 29 | «Aníbal quiere salvar el aserradero»                                                  | 7 de septiembre de 2017   | 2.0                  |
| Aníbal le promete a Isabel que salvará el aserradero. Tras un enfrentamiento entre hermanos, Arturo se ve obligado a tomar una enérgica decisión. |                                                                                       |                           |                      |
| 30 | «Daniel acepta la ayuda de Aníbal»                                                    | 8 de septiembre de 2017   | 2.0                  |
| Arturo reúne a los trabajadores para informarles de su decisión, mientras Aníbal hace tratos con Amador para salvar el aserradero. Víctor sale de la cárcel y vuelve a trabajar con Carlos. |                                                                                       |                           |                      |
| 31 | «Daniel decide irse de San Juan»                                                      | 11 de septiembre de 2017  | 2.8                  |
| Cuando Arturo cierra el aserradero, Daniel ya no tiene motivos para seguir en la finca, por lo que decide alejarse de San Juan del Valle por un tiempo. |                                                                                       |                           |                      |
| 32 | «Isabel le pide a Daniel que no se vaya»                                              | 12 de septiembre de 2017  | 2.7                  |
| Isabel ya no puede silenciar a su amor, y aunque sabe que está mal, le pide a Daniel que se quede, porque lo necesita. Aníbal logra firmar un contrato para ser nombrado director del aserradero. |                                                                                       |                           |                      |
| 33 | «Carlos le dispara a Daniel»                                                          | 13 de septiembre de 2017  | 2.8                  |
| Aníbal descubre que su esposa se cuela con Daniel. Cuando discuten, Daniel salva la vida de Isabel y recibe el disparo de Carlos. |                                                                                       |                           |                      |
| 34 | «Isabel le dice a Aníbal que no lo ama»                                               | 14 de septiembre de 2017  | 3.0                  |
| Isabel descubre que Aníbal pasó la noche con su amante y le confiesa que ya no lo ama. Amparo culpa a Isabel de todos los problemas de su familia. |                                                                                       |                           |                      |
| 35 | «Arturo se entera de que Isabel se va a divorciar»                                    | 15 de septiembre de 2017  | 2.4                  |
| Isabel está decidida a separarse de Aníbal, y le confiesa a su suegro que está interesada en otra persona pero deja claro que no es Sergio. |                                                                                       |                           |                      |
| 36 | «Carolina conoce el pasado de su mamá»                                                | 18 de septiembre de 2017  | 2.8                  |
| Carolina encuentra las cartas guardadas de su madre, por lo que descubre que tuvo un romance con Arturo, y cuando se enfrenta, decide revelar lo que sucedió en el pasado. |                                                                                       |                           |                      |
| 37 | «Isabel duda del amor de Daniel»                                                      | 21 de septiembre de 2017  | 1.9                  |
| Aníbal intenta convencer a Isabel de la difamación de Daniel para separarlos. Le pide que no crea en él, porque todo lo que hace es rivalizar. |                                                                                       |                           |                      |
| 38 | «Iker salva la vida de Uriel»                                                         | 22 de septiembre de 2017  | 1.7                  |
| Cuando un toro está a punto de matar a Uriel, lker se interpone para hacer creer que le salva la vida, y así ganarse un beso de Alejandra. |                                                                                       |                           |                      |
| 39 | «Amparo le exige a Alejandra que regrese a España»                                    | 25 de septiembre de 2017  | 1.9                  |
| Amparo descubre que Alejandra es la novia de Uriel, está convencida de que es un capricho y decide enviarla a España. Amparo cree que es la oportunidad para que Iker le robe el corazón. |                                                                                       |                           |                      |
| 40 | «Aníbal se entera de que Sergio puede morir»                                          | 26 de septiembre de 2017  | 3.1                  |
| Aníbal se encuentra con Sergio mientras tiene una crisis, y le confiesa que tiene un coágulo en el cerebro, que si no lo operan, su vida corre peligro. |                                                                                       |                           |                      |
| 41 | «Carolina intenta quitarse la vida»                                                   | 27 de septiembre de 2017  | 3.0                  |
| Carlos le paga al juez para obtener la custodia de Adrián. Carolina, desolada porque se alejará de su hijo, intenta suicidarse. Alejandra decide no irse y se encuentra con Uriel. |                                                                                       |                           |                      |
| 42 | «Sergio es operado»                                                                   | 28 de septiembre de 2017  | 2.9                  |
| Sergio sufre una operación arriesgada. Le pide a Rodolfo que si la operación no tiene éxito, lo deje morir. Amparo se entera de que Alejandra nunca llegó al internado en España. |                                                                                       |                           |                      |
| 43 | «Isabel y Daniel se reconcilian»                                                      | 29 de septiembre de 2017  | 3.3                  |
| Daniel prepara una noche especial y romántica para Isabel. Ella lo ama y pronto se divorciará de Aníbal. Carolina los sorprende en la cama. |                                                                                       |                           |                      |
| 44 | «Amparo acusa a Uriel de secuestro»                                                   | 2 de octubre de 2017      | 3.1                  |
| Amparo encuentra el paradero de Alejandra y exige a Uriel por secuestro. Después de descubrir a Isabel y Daniel juntos, Carolina se siente traicionada y planea escapar del pueblo con su hijo. |                                                                                       |                           |                      |
| 45 | «Carolina huye con su hijo»                                                           | 3 de octubre de 2017      | 3.0                  |
| Víctor traiciona a Carlos para ayudar a Carolina a escapar con Adrián. Consiguen salir de San Juan del Valle para que nadie los encuentre. Isabel le deja claro a Daniel que no quiere nada con él. |                                                                                       |                           |                      |
| 46 | «Isabel y Aníbal intentarán recuperar su matrimonio»                                  | 4 de octubre de 2017      | 3.0                  |
| Regina le dice a Renato que conquistar a Uriel fue una apuesta entre Alejandra y ella. Isabel y Aníbal anuncian a la familia que se irán de San Juan, juntos. Uriel sale de la cárcel. |                                                                                       |                           |                      |
| 47 | «Sergio se casa con Teresa»                                                           | 5 de octubre de 2017      | 2.9                  |
| Aníbal ordena secuestrar a Olga. Carlos dispara un arma en la boda de Sergio. Teresa descubre que es Isabel de quien Sergio está enamorado. Olga amenaza con matar a Isabel. |                                                                                       |                           |                      |
| 48 | «Isabel comprueba la infidelidad de Aníbal»                                           | 6 de octubre de 2017      | 3.2                  |
| Sergio les revela a todos, la infidelidad de Aníbal. Alejandra está embarazada. Amparo le pide a Aníbal que salga de la casa. Isabel revela a Silvia, que está enamorada de Daniel. |                                                                                       |                           |                      |
| 49 | «Alejandra está embarazada»                                                           | 9 de octubre de 2017      | 2.5                  |
| Alejandra confirma que está embarazada, cuando le da la noticia a Uriel, él la rechaza y le asegura que no quiere volver a estar con ella luego de enterarse de que fue objeto de una apuesta. |                                                                                       |                           |                      |
| 50 | «Aníbal quiere aliarse con los Molina»                                                | 10 de octubre de 2017     | 2.6                  |
| Carlos Molina busca a Aníbal para proponerle que estén unidos y ninguno de los dos aserraderos va a la quiebra, cuando Arturo y Daniel se enteran, rechazan la propuesta de Aníbal. |                                                                                       |                           |                      |
| 51 | «Sergio se entera de que Isabel y Daniel son amantes»                                 | 11 de octubre de 2017     | 2.8                  |
| Sergio encuentra a Isabel y Daniel en la cabaña mientras se besan, se sorprende al descubrir que tienen una relación y no solo se burlan de él, sino de toda la familia. |                                                                                       |                           |                      |
| 52 | «Carolina es detenida por la policía»                                                 | 12 de octubre de 2017     | 2.6                  |
| Las autoridades arrestan a Carolina y se llevan a su hijo. Alejandra descubre que alguien le ha estado robando dinero de su fideicomiso. |                                                                                       |                           |                      |
| 53 | «Carolina espera un hijo de Daniel»                                                   | 13 de octubre de 2017     | 2.6                  |
| Silvia acompaña a Carolina a la clínica para averiguar cuáles son las molestias que tuvo en la cárcel, allí descubre que está esperando un hijo. Isabel también se entera de que Daniel será papá. |                                                                                       |                           |                      |
| 54 | «Amparo descubre la relación de Isabel y Daniel»                                      | 16 de octubre de 2017     | 2.9                  |
| Amparo se entera de que Carolina espera un hijo de Daniel, decide ir a la cabaña para salir de dudas y lo encuentra besando a Isabel. |                                                                                       |                           |                      |
| 55 | «Daniel defiende el amor que siente por Isabel»                                       | 17 de octubre de 2017     | 3.0                  |
| Amparo se enfrenta a Daniel, asegura haber traicionado a Aníbal y robarle el amor a Isabel, Daniel le asegura que no fue así y que está dispuesto a defender lo que siente por ella. |                                                                                       |                           |                      |
| 56 | «Carolina le da un ultimátum a Daniel»                                                | 18 de octubre de 2017     | 2.8                  |
| Carolina le pide a Daniel que elija con quién quiere estar, no está dispuesta a verlo con Isabel y si es así le asegura que prefiere no tener a su hijo. |                                                                                       |                           |                      |
| 57 | «Daniel formará una familia con Carolina»                                             | 19 de octubre de 2017     | 2.7                  |
| Daniel ha tomado una decisión difícil, acepta que nunca había amado a alguien como Isabel, pero debe hacer lo correcto y lo mejor es comenzar una familia con Carolina y su hijo. |                                                                                       |                           |                      |
| 58 | «Alejandra acepta la propuesta de Iker»                                               | 20 de octubre de 2017     | 2.6                  |
| Alejandra acepta decir que el bebé que está esperando es de Iker, tiene mucho miedo de que Amparo se entere de que el bebé es realmente de Uriel. |                                                                                       |                           |                      |
| 59 | «Daniel se casa con Carolina»                                                         | 23 de octubre de 2017     | 2.7                  |
| Daniel quiere que Carolina esté segura de él y para su tranquilidad decide casarse con ella para demostrarle que realmente se preocupa por el bienestar de su hijo. |                                                                                       |                           |                      |
| 60 | «Amparo se entera de que Alejandra está embarazada»                                   | 24 de octubre de 2017     | 2.8                  |
| Amparo quiere saber por qué su sobrina sufrió una hemorragia, Alejandra no puede seguir ocultando la verdad y confiesa que está embarazada. |                                                                                       |                           |                      |
| 61 | «Amador asesina a Carolina»                                                           | 25 de octubre de 2017     | 3.0                  |
| Carolina escucha que Amador traicionó a Aníbal y que junto a Olga piensan huir con el dinero del fraude. Para evitar que Carolina hable, Amador le dispara sin piedad y la asesina. |                                                                                       |                           |                      |
| 62 | «Uriel impide que Alejandra se case con Iker»                                         | 26 de octubre de 2017     | 2.7                  |
| Alejandra está a punto de casarse, pero Uriel llega a tiempo para evitar que entregue su vida a Iker. Triunfa el amor de Alejandra y Uriel, deciden casarse. |                                                                                       |                           |                      |
| 63 | «Carlos paga por la muerte de Carolina»                                               | 27 de octubre de 2017     | 2.5                  |
| Antes de morir, Carolina declaró que Carlos era el responsable de su desaparición, por lo que es detenido y acusado injustamente de la muerte de Carolina. |                                                                                       |                           |                      |
| 64 | «Isabel se convierte en socia de la clínica»                                          | 30 de octubre de 2017     | 3.2                  |
| Isabel salva la clínica de la familia Otero, con la compra de las acciones de Rodolfo, se convierte en socia mayoritaria y su primera decisión es abrir el espacio público. |                                                                                       |                           |                      |
| 65 | «Sergio le pide una oportunidad a Isabel»                                             | 31 de octubre de 2017     | 2.6                  |
| Tras ser declarado muerto en el incendio forestal, aparece Daniel, pero llega a la clínica en el momento en que Sergio le confiesa su amor a Isabel y ella lo besa. |                                                                                       |                           |                      |
| 66 | «Arturo descubre que Amparo protegió a Aníbal»                                        | 1 de noviembre de 2017    | 2.6                  |
| Arturo se entera de que Aníbal es cómplice del asesino de Carolina y que Amparo lo protegió, cuando Arturo intentó acudir a la policía, sufre un derrame cerebral que pone su vida en peligro. |                                                                                       |                           |                      |
| 67 | «Daniel vuelve con Isabel»                                                            | 2 de noviembre de 2017    | 2.7                  |
| Daniel no quiere repetir el error que cometió hace un tiempo, por lo que acepta frente a su familia que ama a Isabel y han decidido estar juntos, al parecer ella dejó de cuidar a Aníbal. |                                                                                       |                           |                      |
| 68 | «Alejandra es secuestrada por Iker»                                                   | 3 de noviembre de 2017    | 2.9                  |
| Iker le pide a Alejandra su herencia a cambio de ver a Uriel vivo, pero también es capturada y sometida por él, quien intenta abusar de ella frente a Uriel. |                                                                                       |                           |                      |
| 6970 | «Sergio salva la vida de Isabel»«Isabel y Daniel viven su amor "En tierras salvajes"» | 5 de noviembre de 2017    | 3.3                  |
| Amador secuestra a Isabel para asesinarla en un ritual de su secta. Alejandra y Uriel logran escapar, pero sufren un terrible accidente. Arturo recupera la memoria y decide denunciar a Aníbal. Carlos dispara contra Isabel, pero Sergio se interpone y cae gravemente herido, dejando su vida para salvar a la mujer que ama. Olga le dice a Daniel que Aníbal estaba presente cuando Amador le disparó a Carolina. Aníbal decide entregarse a la policía por la muerte de Carolina. Isabel regresa con Daniel, al ver que ahora tienen su propia familia, deciden vivir el presente sin odios y sin remordimientos para ser felices en las tierras salvajes que vieron nacer su amor. |                                                                                       |                           |                      |

## Producción
La producción de la telenovela inició grabaciones en Tzintzuntzan, Michoacán, el 21 de febrero de 2017, con Diego Olivera, Cristián de la Fuente, Horacio Pancheri y Mayrín Villanueva como protagonistas confirmados. A mitad de rodaje de la telenovela, Villanueva salió de la telenovela, y en su lugar fue reemplazada por Claudia Álvarez, por lo cual parte de la filmación tuvo que ser re-filmada, sobre todo en escenas que ya se tenían avanzadas con Mayrín Villanueva. La producción celebró una misa por el inicio de grabaciones en foro con todo el reparto de la telenovela, con Claudia Álvarez recién ingresada, el 13 de marzo de 2017 en el foro 10 de Televisa San Ángel. La producción finalizó sus grabaciones el 15 de julio de 2017, a días antes de su estreno por televisión.

### Casting
El 20 de enero de 2017, el productor Salvador Mejía presentó oficialmente el reparto de la telenovela, donde los protagonistas masculinos serían Diego Olivera, Cristián de la Fuente y Horacio Pancheri. Mayrín Villanueva había sido elegida como protagonista del melodrama, pero por otros compromisos abandonó el proyecto. El 27 de febrero de 2017, la periodista Martha Figueroa confirmó en el programa Hoy que Villanueva ya no sería quien asumiera el papel protagonista, y que le había sido asignado a Claudia Álvarez como su reemplazo oficial. La actriz española Nerea Camacho fue seleccionada para el papel de Alejandra, siendo éste su debut en la televisión mexicana.

## Audiencia
| Temporada | Horario (CT)                                                       | Episodios | Primera emisión     | Primera emisión      | Última emisión         | Última emisión       | Prom. de espectadores (millones) |
| Temporada | Horario (CT)                                                       | Episodios | Fecha               | Audiencia (millones) | Fecha                  | Audiencia (millones) | Prom. de espectadores (millones) |
| --------- | ------------------------------------------------------------------ | --------- | ------------------- | -------------------- | ---------------------- | -------------------- | -------------------------------- |
| 1         | lunes a viernes 19:30 - 20:30 h. domingo 18:30 - 20:30 h. (ep. 69) | 69        | 31 de julio de 2017 | 2.1                  | 5 de noviembre de 2017 | 3.3                  | —                                |

## Premios y nominaciones

### Premios TVyNovelas 2018
| Categoría              | Nominados                              | Resultados |
| ---------------------- | -------------------------------------- | ---------- |
| Mejor primera actriz   | Daniela Romo                           | Nominada   |
| Mejor actor juvenil    | Emmanuel Palomares                     | Nominado   |
| Mejor actor de reparto | Fabián Robles                          | Nominado   |
| Mejor tema musical     | «Estaré contigo» (Marco Antonio Solís) | Nominado   |